# Abdomen de lavadero

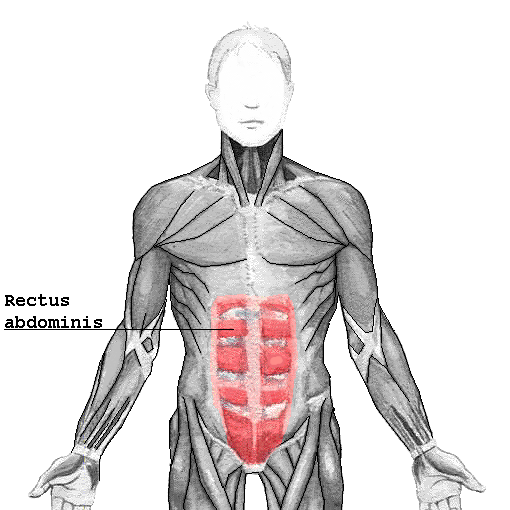
Músculo recto abdominal

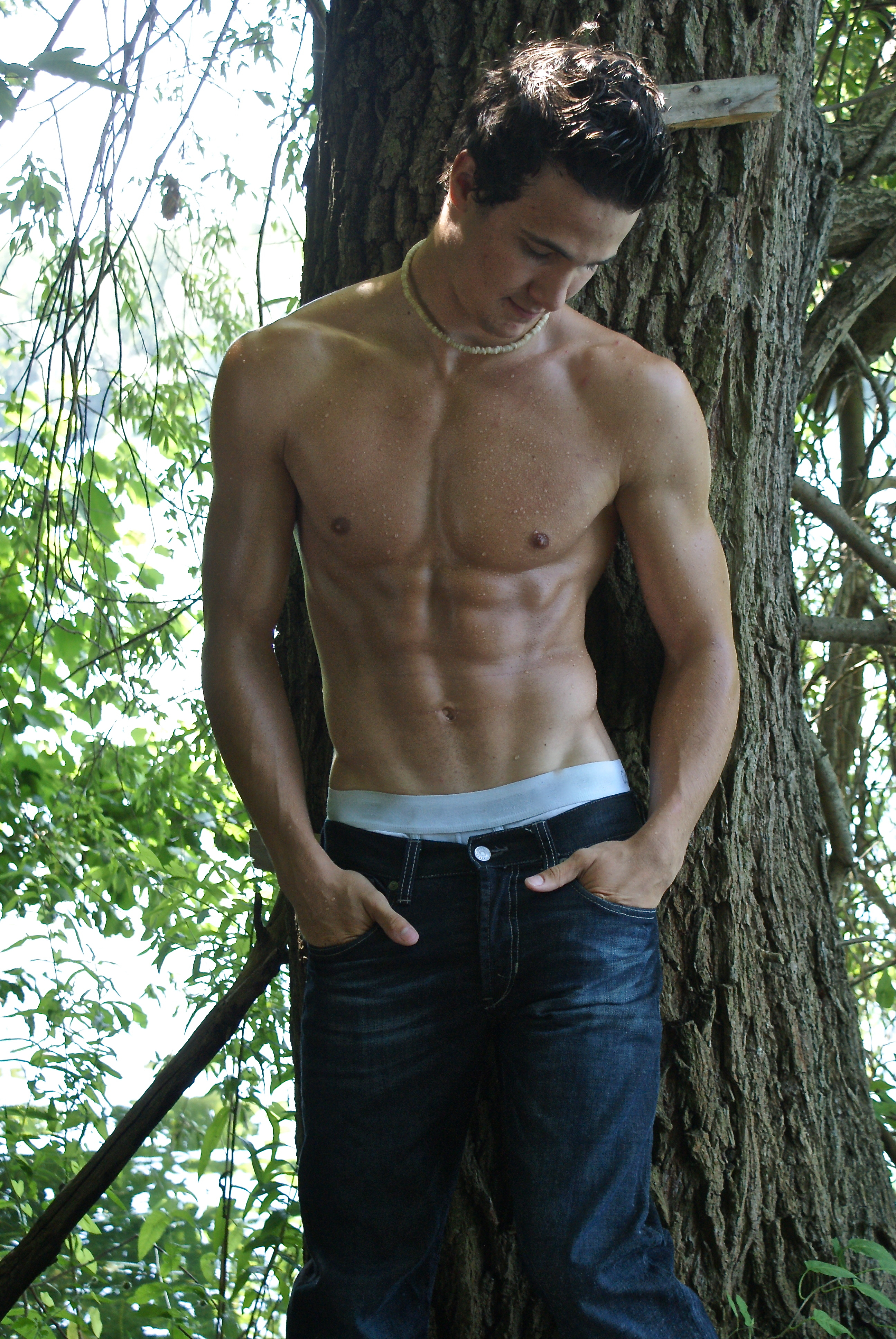
Hombre con abdomen definido

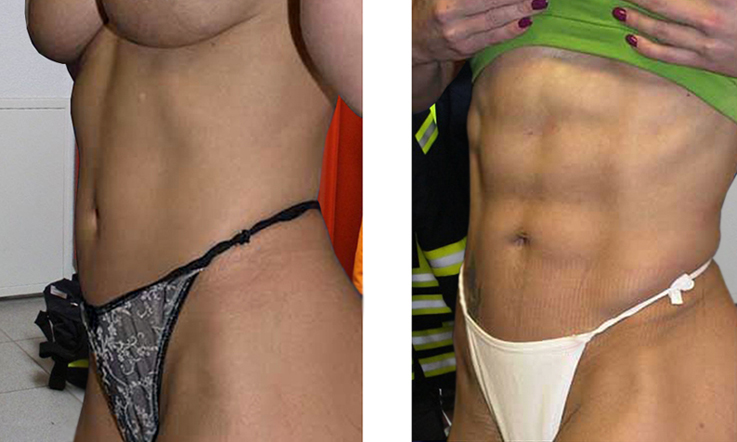
Definición del abdomen usando liposucción, usando el ejemplo de una mujer.

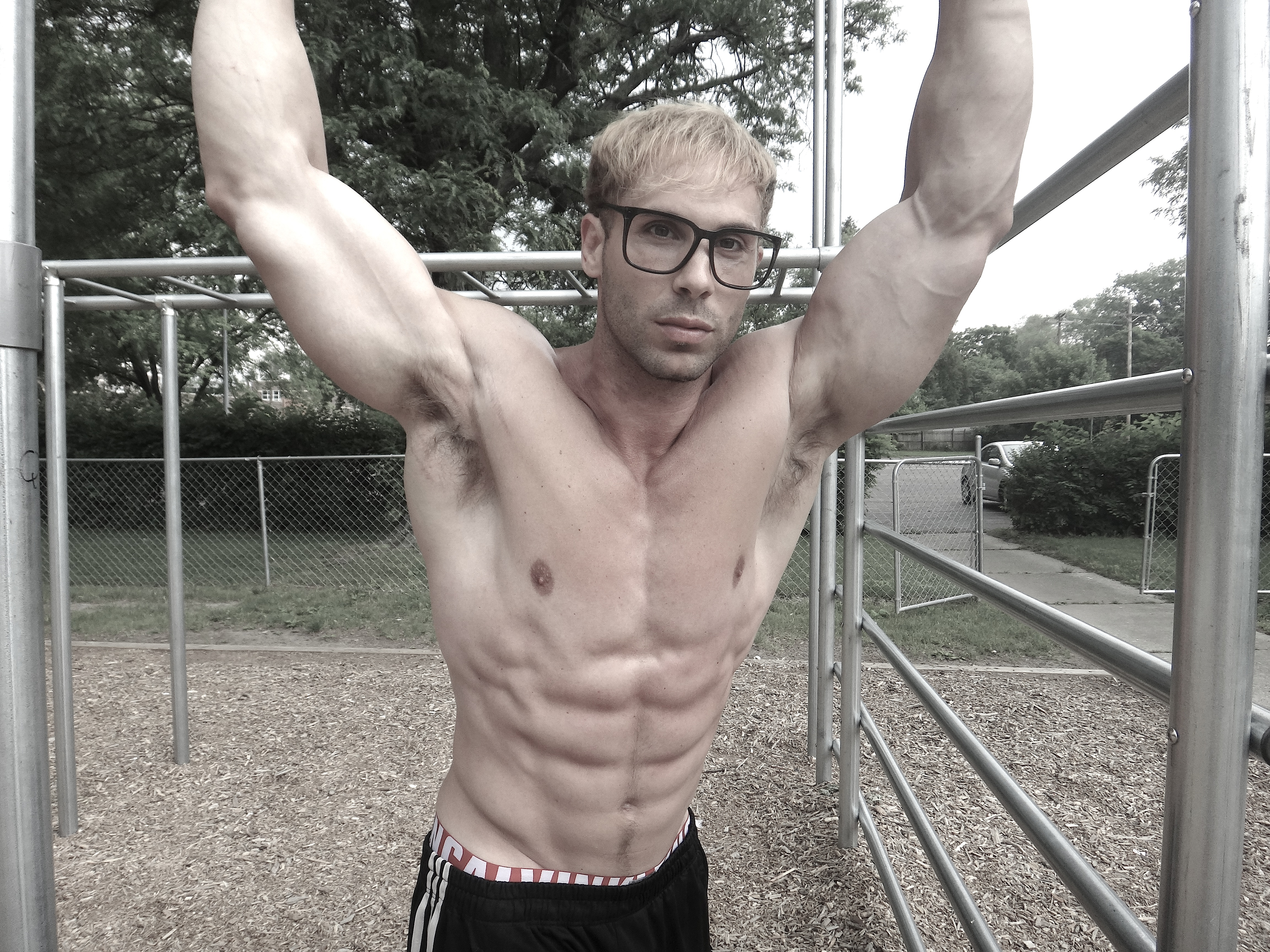
Tener el «abdomen de lavadero» puede hacer que un hombre se sienta más seguro y confiado de sí mismo

El abdomen de lavadero es un término coloquial para los músculos abdominales fuertemente desarrollados en humanos, cubiertos por poco tejido adiposo. Los músculos en el área abdominal tienen varios vientres musculares cuadrados, lo que ha llevado al nombre de «abdomen de lavadero». Suele haber seis protuberancias visibles (tres en cada lado), razón por la cual la voz inglesa sixpack es también empleada. 
Hablando anatómicamente, el abdomen de lavadero es el contorno del músculo recto abdominal debajo de la piel y la grasa. Las subdivisiones horizontales son el resultado de tendones (intersecciones tendinosas). El número de estas incisiones varía entre cero y cuatro, anatómicamente; por lo tanto, para algunas personas existe la posibilidad de un abdomen de lavadero o incluso de un «paquete de diez (tenpack)». Sin embargo, la mayoría de las personas tiene una predisposición a dos o tres incisiones que forman el abdomen de lavadero. La división vertical es la división de las dos bandas musculares a la izquierda y derecha del ombligo por la línea alba . 
Para que el grupo muscular sea visible, se requiere un entrenamiento intensivo de los músculos abdominales y un bajo porcentaje de grasa corporal. Los expertos señalan que el porcentaje de grasa corporal no debe exceder el 12% (en varones) para que los músculos abdominales sean claramente visibles. 
El desarrollo muscular requerido para lograr un abdomen de lavadero se debe principalmente a estímulo muscular basado en el principio de sobrecarga progresiva. Tan pronto como los músculos abdominales se tensan más allá de su zona de confort, el cuerpo registra que tiene que hacer algo para poder cumplir mejor con los requisitos la próxima vez. El desarrollo muscular se lleva a cabo durante este ajuste, las fibras musculares existentes ganan volumen (hipertrofia). Durante la fase de descanso del cuerpo, es decir, después del entrenamiento, se produce este crecimiento muscular. Después del entrenamiento intensivo de fuerza, el cuerpo necesita tiempo para regenerar los músculos entrenados y al mismo tiempo para adaptarse a futuras cargas más altas. 
En la cirugía estética, el método más común para crear un abdomen definido es eliminar la grasa del vientre y modelarla mediante liposucción. Los implantes rara vez producen el abdomen de lavadero porque es muy complejo y, por lo tanto, muy pocos cirujanos realizan dicha operación.